# ارکستر فیلارمونیک سن پترزبورگ
ارکستر فیلارمونیک سن پترزبورگ در سال ۱۸۸۲ تشکیل شد و قدیمیترین ارکستر سمفونیک روسیه است.
این ارکستر در ابتدا با عنوان گروه کر سلطنتی تشکیل شد و برای دربار الکساندر سوم اجرا می‌کرده‌است. در سده ۱۹۰۰ ارکستر شروع به برگزاری اجراهای عمومی در انجمن موسیقی فیلارمونیا و دیگر جاهای روسیه کرد.
پس از انقلاب روسیه، رهبری ارکستر از اعضای آن گرفته شد به ارکستر فیلارمونیک دولتی پتروگراد تغییر نام داد. در دهه ۱۹۲۰ این ارکستر شروع به دریافت حمایت از دولت و شناخته شدن بین‌المللی کرد. رهبران ارکستر مهمان از قبیل برونو والتر، ارنست آنسرمه و هانس کناپرتسبوش برای اجرا دعوت شدند. پس از مرگ لنین، بنیان‌گذار اتحاد جماهیر شوروی، شهر پتروگراد به لنینگراد تغییر نام داد و متعاقب این تغییر نام ارکستر به ارکستر فیلارمونیک لنینگراد تبدیل شد.
ارکستر فیلارمونیک سن پترزبورگ بیشتر شهرت خود را تحت رهبری یوگنی ماروینسکی به دست آورد. ارکستر سفرهای معدودی به غرب اروپا داشت و اولین تور را به فنلاند در سال ۱۹۴۶ انجام داد اما برخلاف سفرهای کمی که انجام داد آثار ضبط شده‌استودیویی و زنده زیادی تولید کرد. همچنین تحت رهبری ماروینسکی هفت سمفونی شوستاکوویچ را به اجرا درآوردن.
در سال ۱۹۹۱ با فروپاشی اتحاد جماهیر شوروی ارکستر به ارکستر فیلارمونیک سن پترزبورگ تغییر نام داد. در حال حاضر رهبری ارکستر را یوری تمیرکانوف عهده‌دار است.

## رهبران ارکستر

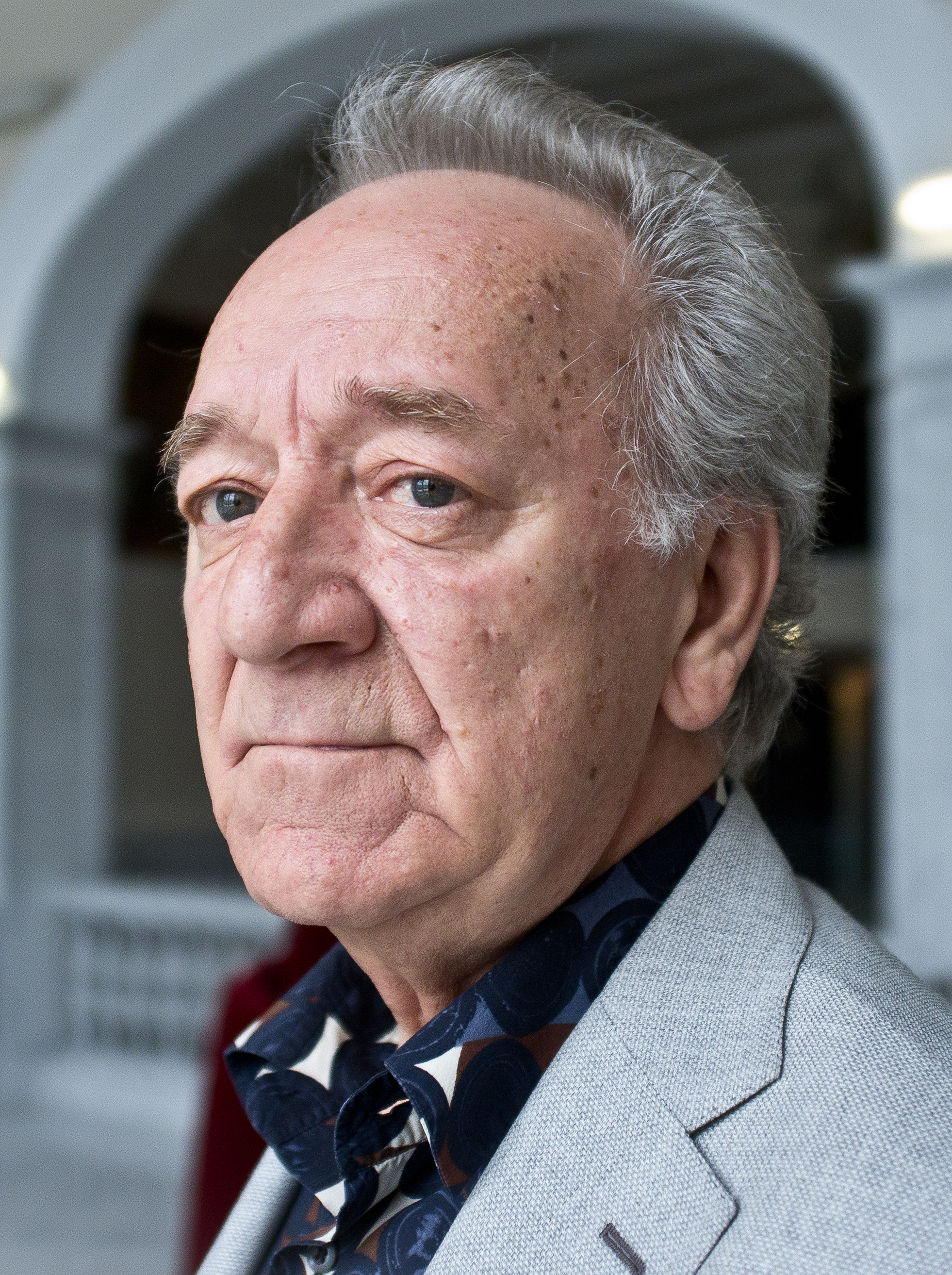
یوری تمیرکانوف رهبر ارکستر فیلارمونیک سن پترزبورگ از سال ۱۹۸۸

- هرمان فلاییج (1882–۱۹۰۷)
- هوگو وارلیخ (ru) (1907–۱۹۱۷)
- سرگئی کوسیویتسکی (1917–۱۹۲۰)
- امیل کوپر (1920–۱۹۲۳)
- والری بردیو (ru) (1924–۱۹۲۶)
- نیکولای مالکو (1926–۱۹۳۰)
- الکساندر گائوک (1930–۱۹۳۴)
- فریتز استیدری(1934–۱۹۳۷)
- یوگنی ماروینسکی (1938–۱۹۸۸)
- یوری تمیرکانوف (1988–)